# Elimia cochliaris
Elimia cochliaris är en snäckart som först beskrevs av I. Lea 1868.  Elimia cochliaris ingår i släktet Elimia och familjen Pleuroceridae. Inga underarter finns listade i Catalogue of Life.